# O Herre Gud, oss nådig var
O Herre Gud, oss nådig var är en tysk missionspsalm, Es woll' uns GOTT genädig seyn, av Martin Luther, översättare är inte angiven vid publiceringen 1921. Psalmen bygger på Psaltaren 67, och finns som sådan med i 1695 års psalmbok i en snarlik version. Även psalmen Gud över oss förbarmar sig (1819 nr 402 och 1937 nr 497) bygger på samma psaltarpsalm. Högmarck (1736 s. 27-28) skrev:
Then 67. K. Davids Psalm. Tacksägelse för GUDs margfaldiga wälgerningar. Anno 1632 then 6. Nov. tå slaget stod wid Lützen emellan the Swenska och Kjeserliga, har wår store nordiske David, Konung Gustaf Adolph, högloflig i åminnelse, sielf med hög och klar röst sungit thenna Psalm för sina soldater och them til mestare i thenna stridene liksom inwigt med the sidsta orden: Oss signe GUD then Helge And ec.' Then herrliga Tyska Psalmen, Verzage nicht du Häufleiin klein/ har äfwen samme Gudfruchtige Konung i sina segersella wapnwexlingar brukat,  och förer han therföre i the Tyska Psalmbökerna thenna Öfwerskrift: Königs Gustavi Adolphi Feldt-Lied.

Melodin är en tonsättning från 1524 som enligt Koralbok för Nya psalmer, 1921 också används till psalmen Jag tror på Gud och vet (1819 nr 380).

## Publicerad i
- Swenske Songer eller wisor 1536 med titeln Gud ware oss barmhertig och mild under rubriken "Deus misereaturi nostri".[2]
- 1572 års psalmbok med titeln GUdh ware oss barmhertigh och mild under rubriken "Någhra Davidz Psalmer".[3]
- Göteborgspsalmboken med inledningen Gudh ware oss barmhertigh och mild under rubriken "Om Gudz Ord och Försambling".[4]
- 1695 års psalmbok som nr 67 med titelraden "Gudh ware oss barmhertig och mild" som också bygger på psaltarpsalm 67.
- Nya psalmer 1921,  tillägget till 1819 års psalmbok, som nr 535 under rubriken "Kyrkan och nådemedlen: Missionen".

## Fotnoter
1. ↑  Högmarck, Lars, Psalmopoeographia, Stockholm, 1736.
2. ↑   Swenske songer eller wisor nuu på nytt prentade, forökade, och under en annan skick än tilförenna utsatte. Stockholm. 1536. sid. XVIII. Libris 19748517
3. ↑   Then Swenska Psalmeboken förbätrat och medh flere Songer förmerat och Kalendarium. Stockholm: Amund Laurentzson. 1572. sid. XXXII. Libris 13554587
4. ↑  Lyster, Jens; Margareta Brogren (2002). Een wanligh psalmbook. Göteborgspsalmboken 1650. Göteborg: Göteborgs stiftshistoriska sällskap, Tre Böcker Förlag AB. sid. 88-89. Libris 8420225. ISBN 9170294771